# Руси Димитров
Руси Стамболов Димитров е български революционер, деец на Вътрешната македоно-одринска революционна организация.

## Биография
Руси Димитров е роден на 20 октомври 1876 година в Драбишна, Ортакьойско, тогава в Османската империя. Баща му е Стамбол Димитров, деец на борбата за църковна независимост и по-късно за освобождението на Македония и Тракия. Брат е на революционера Димитър Стамболов. Руси учи в родното си село, а после и в Одринската българска мъжка гимназия, която завършва през 1899 година. Назначен е за учител в Гьокче бунар. По указание от Одринския окръжен революционен комитет на ВМОРО там и в родното си Драбишна създава революционни комитети, по-късно с помощта на Спас Добрев разгръщат дейността в съседните села, уреждат пунктове на нелегални канали в Западна Тракия.
При подготовката за Илинденско-Преображенското въстание Руси Димитров и останалите членове на революциония комитет в Драбишна са арестувани. Стамбол Димитров и Руси Стамболов са осъдени на 101 години затвор, но са амнистирани през 1904 година и напускат преждевременно одринския затвор. В периода 1904-1908 година продължава революционната дейност.
Руси Димитров участва в Балканската война и Междусъюзническата война при Сяр и Драма. По време на войната цялото имущество на семейството е унищожено от настъпващата турска армия и са принудени да се преместят в Ортакьой.
На 13 май 1929 година Руси Димитров умира от туберкулоза в Лъджанския манастир „Св. св. Константин и Елена“.

## Родословие
|  |  |  |  |  |  |  |  |                                 |                                 |                                 |                                 |                                 |                                 |  |  | Стамбол Димитров (1829 – 1936) |                             |                             |                             |                             |                             |  |  |                               |                               |                               |                               |                               |                               |  |  |  |  |  |  |  |  |  |  |  |  |
|  |  |  |  |  |  |  |  |                                 |                                 |                                 |                                 |                                 |                                 |  |  |                                |                             |                             |                             |                             |                             |  |  |                               |                               |                               |                               |                               |                               |  |  |  |  |  |  |  |  |  |  |  |  |
|  |  |  |  |  |  |  |  |                                 |                                 |                                 |                                 |                                 |                                 |  |  |                                |                             |                             |                             |                             |                             |  |  |                               |                               |                               |                               |                               |                               |  |  |  |  |  |  |  |  |  |  |  |  |
|  |  |  |  |  |  |  |  | Димитър Стамболов (1869 – 1964) | Димитър Стамболов (1869 – 1964) | Димитър Стамболов (1869 – 1964) | Димитър Стамболов (1869 – 1964) | Димитър Стамболов (1869 – 1964) | Димитър Стамболов (1869 – 1964) |  |  | Руси Димитров (1876 – 1929)    | Руси Димитров (1876 – 1929) | Руси Димитров (1876 – 1929) | Руси Димитров (1876 – 1929) | Руси Димитров (1876 – 1929) | Руси Димитров (1876 – 1929) |  |  | Тодор Стамболов (1884 – 1969) | Тодор Стамболов (1884 – 1969) | Тодор Стамболов (1884 – 1969) | Тодор Стамболов (1884 – 1969) | Тодор Стамболов (1884 – 1969) | Тодор Стамболов (1884 – 1969) |  |  |  |  |  |  |  |  |  |  |  |  |